# Ripa Teatina
Pour les articles homonymes, voir Ripa.
Ripa Teatina est une commune de la province de Chieti dans la région Abruzzes en Italie. Sur son territoire il y a une production florissante de vin et d'huile d'olive.

## Ripa Teatina et le sport
Ripa Teatina a deux boxeurs qui se sont établis sur la scène internationale: Rocky Marciano et Rocky Mattioli.
Rocky Marciano, Rocco Francis Marchegiano nommé, et distingue le champion incontesté de la boxe poids lourd et fils de Pierre, un résident qui émigra plus tard aux États-Unis. le grand champion a été donné une statue en bronze à l'entrée du village.
Rocky Mattioli, a également été champion du monde en boxe dans la catégorie des poids moyens, et il est né en 1953 à Ripa Teatina.

## Prix Rocky Marciano
Le prix Rocky Marciano est un prix sportif, l'un des plus prestigieux en Italie.
Il existe depuis 2005 et porte le nom de son grande champion de boxe. Parmi les gagnants, se distinguent les noms de personnalités important, y compris les footballeurs champions du monde 2006 Fabio Grosso et Massimo Oddo, le medaille d'argent gymnastique rythmique 2004 de Athènes Fabrizia D'Ottavio. le vainqueur du Tour d'Italie 2000 Stefano Garzelli et duTour d'Italie 2007 Danilo di Luca.
les boxeurs Clemente Russo et Roberto Cammarelle.

### Hameaux
Alento Salvatore, Arenile, Arenile Foro, Casale, Casale Alento, Feudo, Mangifesta, Tiboni

### Communes limitrophes
Bucchianico, Chieti, Francavilla al Mare, Miglianico, Torrevecchia Teatina, Villamagna